# Alliance du changement
L'Alliance du changement est une coalition politique mauricienne fondée pour les élections législatives de 2024. Elle est formée du Parti travailliste mauricien (PTr), du Mouvement militant mauricien (MMM), des Nouveaux démocrates (ND) et de Rezistans ek Alternativ (ReA).

## Histoire
En vue des élections législatives de 2024, des discussions sont alors entamés avec les partis d'opposition du Parti travailliste mauricien (PTr), du Mouvement militant mauricien (MMM), des Nouveaux démocrates (ND) et de Rezistans ek Alternativ (ReA) afin de former un alliance électorale pour vaincre le Premier ministre sortant Pravind Jugnauth du Mouvement socialiste militant et ses alliés,. Cela abouti le 13 septembre 2024 à la formation de l'Alliance du changement, afin de présenter des candidatures uniques dans chaque circonscriptions électorales.
Des pourparlers interviennent entre les différents partis pour la répartitions des candidatures dans les différentes circonscriptions notamment avec ReA qui réclament trois candidats au lieu des deux proposés. Le 10 octobre, la signature de l'accord entre les quatre partis composantes est officialisée, en vue de son enregistrement auprès de la commission électorale. La demande d'enregistrement est effectuée le 11 octobre.

## Résultats électoraux
| Année | Voix      | %     | Sièges  | +/– | Gouvernement |
| ----- | --------- | ----- | ------- | --- | ------------ |
| 2024  | 1 438 333 | 61,38 | 60 / 70 | 60  | Gouvernement |